# بئاتا فیدو
بئاتا فیدو (انگلیسی: Beata Fido؛ زادهٔ ۲ نوامبر ۱۹۶۷) بازیگر اهل لهستان است.
از فیلم‌ها یا مجموعه‌های تلویزیونی که وی در آن‌ها نقش داشته است، می‌توان به بایگان، کمیسر آلکس، اسمولنسک، کارول: مردی که پاپ شد، پدر متیو، رنگ‌های خوشبختی، کلبه جنگلی، طایفه، در خیابان سپولنی، ع چون عشق و در خوشی و سختی اشاره نمود.